# Mårten Ekman
Hans Mårten Ekman, född 23 oktober 1973 i Sankt Matteus församling i Stockholm, är en svensk barnskådespelare och sedermera filmmusikkompositör.
Mårten Ekman tillhör skådespelarsläkten Ekman. Han är son till Mikael Ekman och Elisabeth Orrheim samt halvbror till Sanna Ekman. Vidare är han sonson till Hasse Ekman och Agneta Wrangel samt brorson till Gösta, Krister, Stefan och Fam Ekman. Han är också dotterson till Olle Orrheim.
Han och systern Maja Ekman spelade huvudrollerna i Ulf Andrées film Med Lill-Klas i kappsäcken (1983), vilken byggde på Gunnel Lindes roman från 1965 med samma namn. Vidare har han verkat som röstdubbare i filmer som Resan till Amerika (1986). Han har senare komponerat musik till film- och TV-produktioner som Skilda världar (1996), S:t Mikael (1998), Trettondagsafton (1998) samt Pelle Svanslös och den stora skattjakten (2000). Han skriver också och producerar popmusik.
Mårten Ekman är sedan 2000 gift med Susann Åkesdotter (född 1974). De har tre barn, födda 1998, 2000 och 2005.

## Filmografi
- 1983 – Med Lill-Klas i kappsäcken (roll)
- 1986 – Resan till Amerika (roll)
- 1994 – Svensson Svensson (TV-serie)
- 1996 – Skilda världar (TV-serie) (filmmusik)
- 1998 – S:t Mikael (TV-serie) (filmmusik)
- 1999 – Trettondagsafton (filmmusik)
- 2000 – Pelle Svanslös och den stora skattjakten (filmmusik)
- 2002 – Bella – bland kryddor och kriminella (filmmusik)